# Discografia formației Queen
Discografia formației Queen constă din 15 albume de studio, 6 albume live, 12 albume compilații și 62 single-uri.

## Albume

### Albume de studio
| An   | Detalii album                                                                | Poziții în topuri | Poziții în topuri | Poziții în topuri | Poziții în topuri | Poziții în topuri | Poziții în topuri | Poziții în topuri | Poziții în topuri | Poziții în topuri | Poziții în topuri | Poziții în topuri | Certificări |
| An   | Detalii album                                                                | UK                | AUS               | AUT               | FRA               | GER               | JPN               | NL                | NOR               | SWE               | US                | NZ                | Certificări |
| ---- | ---------------------------------------------------------------------------- | ----------------- | ----------------- | ----------------- | ----------------- | ----------------- | ----------------- | ----------------- | ----------------- | ----------------- | ----------------- | ----------------- | --- |
| 1973 | Queen - Lansat: 13 July 1973 - Label: EMI (#EMC 3006)                        | 24                | 77                | —                 | —                 | —                 | 52                | —                 | —                 | —                 | 83                | —                 | - UK: Aur - US: Aur - POL: Platină |
| 1974 | Queen II - Lansat: 8 March 1974 - Label: EMI (#EMA 767)                      | 5                 | 79                | —                 | —                 | —                 | 26                | —                 | 19                | —                 | 49                | —                 | - UK: Aur - US: Aur - POL: Platină |
| 1974 | Sheer Heart Attack - Lansat: 8 November 1974 - Label: EMI (#EMC 3061)        | 2                 | 19                | —                 | 6                 | —                 | 23                | 7                 | 9                 | —                 | 12                | —                 | - UK: Platină - US: Aur - NLD: Platinum - POL: Platină - JPN: Aur                                                                                               |
| 1975 | A Night at the Opera - Lansat: 21 November 1975 - Label: EMI (#EMTC 103)     | 1                 | 1                 | 9                 | 16                | 5                 | 9                 | 1                 | 4                 | 11                | 4                 | 1                 | - UK: Platină - US: 3× Platină - AUT: Aur - CAN: Platină - POL: 2× Platină - FIN: Aur - GER: Platină                                                            |
| 1976 | A Day at the Races - Lansat: 10 December 1976 - Label: EMI (#EMT 103)        | 1                 | 8                 | 8                 | —                 | 10                | 1                 | 1                 | 3                 | 8                 | 5                 | 11                | - UK: Platină - US: 2× Platină - CAN: Platină - GER: Aur - POL: Platină                                                                                         |
| 1977 | News of the World - Lansat: 28 October 1977 - Label: EMI (#EMA 784)          | 4                 | 8                 | 9                 | 1                 | 7                 | 3                 | 1                 | 4                 | 9                 | 3                 | 15                | - UK: 2×Platină - US: 4× Platină - CAN: 3× Platină - FRA: Aur - GER: Platină - NLD: Platină - POL: Platină - SWI: Platină                                       |
| 1978 | Jazz - Lansat: 10 November 1978 - Label: EMI (#EMA 788)                      | 2                 | 15                | 8                 | 7                 | 5                 | 5                 | 3                 | 6                 | 6                 | 6                 | 20                | - UK: Platină - US: 2× Platină - AUT: Aur - FRA: Aur - GER: Aur - NLD: Platină - POL: Platină - SWI: Platină                                                    |
| 1980 | The Game - Lansat: 27 June 1980 - Label: EMI (#EMA 795)                      | 1                 | 11                | 5                 | 17                | 2                 | 5                 | 1                 | 2                 | 7                 | 1                 | 11                | - UK: Platină - US: 4× Platină - AUT: Aur - GER: Aur - NLD: Aur - POL: Platină                                                                                  |
| 1980 | Flash Gordon - Lansat: 5 December 1980 - Label: EMI (#EMC 3351)              | 10                | 29                | 1                 | —                 | 2                 | 12                | 7                 | 25                | 29                | 23                | —                 | - UK: Aur - POL: Platină |
| 1982 | Hot Space - Lansat: 3 May 1982 - Label: EMI (#EMA 797)                       | 4                 | 15                | 1                 | 7                 | 5                 | 6                 | 1                 | 3                 | 4                 | 22                | 5                 | - UK: Aur - US: Aur - AUT: Aur - POL: Platină |
| 1984 | The Works - Lansat: 27 February 1984 - Label: EMI(#EMC 240014)               | 2                 | 12                | 2                 | 14                | 3                 | 7                 | 1                 | 2                 | 3                 | 23                | 9                 | - UK: Platină - US: Aur - AUT: Platină - CAN: Platină - GER: Platină - NLD: Aur - POL: Platină - SWI: Platină                                                   |
| 1986 | A Kind of Magic - Lansat: 2 June 1986 - Label: EMI (#EU 3509)                | 1                 | 12                | 3                 | 6                 | 4                 | 25                | 2                 | 5                 | 9                 | 46                | 9                 | - UK: 2× Platină - US: Aur - AUT: Platină - FRA: Aur - GER: 3× Aur - POL: 3× Platină - SWI: 2× Platină                                                          |
| 1989 | The Miracle - Lansat: 22 May 1989 - Label: Parlophone/EMI (#PCSD 107)        | 1                 | 4                 | 1                 | 11                | 1                 | 23                | 1                 | 2                 | 6                 | 24                | 2                 | - UK: Platină - US: Aur - AUT: Aur - FIN: Aur - FRA: Aur - GER: Platină - NLD: Platină - POL: Platină - SWI: Platină                                            |
| 1991 | Innuendo - Lansat: 5 February 1991 - Label: Parlophone/EMI (#PCSD 115)       | 1                 | 6                 | 2                 | 9                 | 1                 | 17                | 1                 | 8                 | 1                 | 30                | 6                 | - UK: Platină - US: Aur - AUT: Platină - CAN: Aur - FIN: Aur - FRA: Platină - GER: Platină - NLD: 2× Platină - POL: Platină - SWI: 2× Platină                   |
| 1995 | Made in Heaven - Lansat: 6 November 1995 - Label: Parlophone/EMI (#PCSD 167) | 1                 | 3                 | 1                 | 2                 | 1                 | 10                | 1                 | 2                 | 1                 | 58                | 1                 | - UK: 4× Platină - US: Aur - AUT: 2× Platină - CAN: Platină - FIN: Platină - FRA: 2× Platină - GER: 3× Platină - POL: Platină - NOR: Platinum - SWI: 3× Platină |

### Albume live
| An   | Detalii album | Poziții în topuri | Poziții în topuri | Poziții în topuri | Poziții în topuri | Poziții în topuri | Poziții în topuri | Poziții în topuri | Poziții în topuri | Poziții în topuri | Poziții în topuri | Poziții în topuri | Poziții în topuri | Certificări                                                                            |
| An   | Detalii album | UK                | AUS               | AUT               | FRA               | GER               | ITA               | JPN               | NL                | SWE               | SWI               | US                | NZ                | Certificări                                                                            |
| ---- | --- | ----------------- | ----------------- | ----------------- | ----------------- | ----------------- | ----------------- | ----------------- | ----------------- | ----------------- | ----------------- | ----------------- | ----------------- | -------------------------------------------------------------------------------------- |
| 1979 | Live Killers - Înregistrat: January–March 1979 - Lansat: 22 June 1979 - Label: EMI (#EMSP 330)                                 | 3                 | 25                | 3                 | —                 | 4                 | —                 | 9                 | 9                 | 15                | 34                | 16                | 21                | - UK: Aur - US: 2× Platină - AUT: Aur - GER: Aur - NLD: Aur - SWI: Aur                 |
| 1986 | Live Magic - Înregistrat: July–August 1986 - Lansat: 1 December 1986 - Label: EMI (#CDP 7464132)                               | 3                 | —                 | 13                | —                 | 15                | 22                | 49                | 17                | 50                | 26                | —                 | —                 | - UK: Platină - AUT: Aur - GER: Aur - SWI: Platină                                     |
| 1989 | At the Beeb - Înregistrat: 5 February & 3 December 1973 - Lansat: 4 December 1989 - Label: Band Of Joy (#BOJLP 001)            | 67                | —                 | —                 | —                 | —                 | —                 | —                 | —                 | —                 | —                 | —                 | —                 |                                                                                        |
| 1992 | Live at Wembley '86 - Înregistrat: 12 July 1986 - Lansat: 26 May 1992 - Label: Parlophone/EMI (#CDPCSP 725)                    | 2                 | —                 | 6                 | 2                 | 20                | 1                 | 81                | 12                | 29                | 6                 | 53                | 3                 | - UK: Platină - US: Platină - AUT: Aur - FRA: Platină - GER: Aur - NLD: Aur - SWI: Aur |
| 2004 | Queen on Fire – Live at the Bowl - Înregistrat: 5 June 1982 - Lansat: 4 November 2004 - Label: Parlophone/EMI (#8632112)       | 20                | —                 | 23                | 75                | 10                | 15                | 85                | 74                | —                 | 52                | —                 | —                 | - UK: Aur - AUT: Aur - GER: Platină - SWI: Aur                                         |
| 2007 | Queen Rock Montreal - Înregistrat: 24 & 25 November 1981 - Lansat: 29 October 2007 - Label: Parlophone/EMI (#5040472)          | 20                | —                 | 25                | 111               | 17                | 13                | —                 | 54                | —                 | 27                | —                 | —                 |                                                                                        |
| 2012 | Hungarian Rhapsody: Queen Live in Budapest ’86 - Înregistrat: 27 July 1986 - Lansat: 6 November 2012 - Label: Island/Universal | 137               | —                 | —                 | —                 | 23                | 29                | —                 | —                 | —                 | —                 | —                 | —                 |                                                                                        |

### Albume compilații
| 1981                                                          | Greatest Hits - Lansat: 26 October 1981 - Label: EMI (#EMYV 30)                      | 1   | 2  | 1  | 5 [A] | 1  | 1  | 9  | 1  | —  | 5  | 14  | 1  | - UK: 11× Platină - ARG: 3× Platinum - US: 8× Platină - AUS: 14× Platină - AUT: 4× Platină - CAN: 3× Platină - FIN: Platină - GER: 7× Aur - NLD: Platină - SWI: 5× Platină - SWE: Aur |
| 1991                                                          | Greatest Hits II - Lansat: 28 October 1991 - Label: Parlophone/EMI (#PMTV 2)         | 1   | 4  | 1  | 1 [B] | 2  | 1  | 34 | 1  | 2  | 1  | —   | 1  | - UK: 8× Platină - ARG: Diamant - AUS: 8× Platină - AUT: 4× Platină - FIN: 2× Platină - FRA: Diamant - GER: 9× Aur - NLD: 5× Platină - SWI: 5× Platină                                |
| 1992                                                          | Classic Queen - Lansat: 10 March 1992 - Label: Hollywood                             | —   | —  | —  | —     | —  | —  | —  | —  | —  | —  | 4   | —  | - US: 3× Platină - CAN: 5× Platină |
| 1992                                                          | The 12" Collection - Lansat: 1992 - Label: Parlophone/EMI                            |     |    |    |       |    |    |    |    |    |    |     | —  | |
| 1997                                                          | The Best I - Lansat: 14 February 1997 - Label: Parlophone/EMI                        | —   | —  | —  | 3     | —  | —  | —  | —  | —  | —  | —   | —  | - FRA: 2× Aur |
| 1997                                                          | The Best II - Lansat: 14 February 1997 - Label: Parlophone/EMI                       | —   | —  | —  | —     | —  | —  | —  | —  | —  | —  | —   | —  | - FRA: Aur |
| 1997                                                          | Queen Rocks - Lansat: 3 November 1997 - Label: Parlophone/EMI (#8230912)             | 7   | —  | 16 | —     | 12 | —  | 22 | 14 | 51 | 16 | —   | 32 | - UK: Platină - AUS: Aur - FRA: Aur |
| 1999                                                          | Greatest Hits III - Lansat: 9 November 1999 - Label: Parlophone/EMI (#5238942)       | 5   | —  | 2  | 9     | 5  | 2  | 25 | 8  | 19 | 4  | —   | 24 | - UK: 2× Platină - AUT: Aur - GER: Aur - NLD: Platină - SWI: Aur |
| 2004                                                          | [Red] Greatest Hits - Lansat: 2004 - Label: Hollywood (#PMTV 2)                      |     |    |    |       |    |    |    |    |    |    |     |    | |
| 2007                                                          | The A-Z of Queen, Volume 1 - Lansat: 10 July 2007 - Label: Parlophone/EMI            |     |    |    |       |    |    |    |    |    |    |     |    | — |
| 2009                                                          | Absolute Greatest - Lansat: 16 November 2009 - Label: Parlophone/EMI (#3091952)      | 3   | 18 | 10 | 11    | 23 | 21 | 23 | 36 | 5  | 15 | 195 | 6  | - UK: 2× Platină - AUS: Aur - POL: Aur - DEN: Aur |
| 2011                                                          | Deep Cuts, Volume 1 (1973-1976) - Lansat: 14 March 2011 - Label: Island/Universal    | 92  | —  | —  | —     | —  | —  | —  | —  | —  | —  | —   | —  | |
| 2011                                                          | Deep Cuts, Volume 2 (1977–1982) - Lansat: 27 June 2011 - Label: Island/Universal     | 175 | —  | —  | —     | —  | —  | —  | —  | —  | —  | —   | —  | |
| 2011                                                          | Deep Cuts, Volume 3 (1984–1995) - Lansat: 5 September 2011 - Label: Island/Universal | 155 | —  | —  | —     | —  | —  | —  | —  | —  | —  | —   | —  | |
| "—" denotes albums that failed to chart or were not released. |                                                                                      |     |    |    |       |    |    |    |    |    |    |     |    | |

Notes
- A^ Greatest Hits charted originally at #5 on the Compilation Albums Chart, but the remastered version in 2011 qualified for an entry on the Top 200 Albums Chart when it peaked at #56 in March 2011.[5]
- B^ Greatest Hits II charted originally at #1 on the Compilation Albums Chart, but the remastered version in 2011 qualified for an entry on the Top 200 Albums Chart when it peaked at #57 in March 2011.[5]

^ Before 2011 compilation albums were not listed on the Top 200 Albums Chart in France, but instead on a separate chart for compilation albums only. The French chart positions here for the compilation albums are their peak positions on the French Compilation Albums Chart.

### Box sets
| Year                                                          | Detalii album | Poziții în topuri | Poziții în topuri | Poziții în topuri | Poziții în topuri | Poziții în topuri | Poziții în topuri | Poziții în topuri | Poziții în topuri | Poziții în topuri | Poziții în topuri | Certificări |
| Year                                                          | Detalii album | UK                | AUS               | AUT               | FRA               | GER               | NL                | SWE               | SWI               | US                | NZ                | Certificări |
| ------------------------------------------------------------- | --- | ----------------- | ----------------- | ----------------- | ----------------- | ----------------- | ----------------- | ----------------- | ----------------- | ----------------- | ----------------- | --- |
| 1985                                                          | The Complete Works - Lansat: 2 December 1985 - Label: EMI                                                        | —                 | —                 | —                 | —                 | —                 | —                 | —                 | —                 | —                 | —                 | |
| 1992                                                          | Box of Tricks - Lansat: 1992 - Label: Parlophone/EMI                                                             | —                 | —                 | —                 | —                 | —                 | —                 | —                 | —                 | —                 | —                 | |
| 1994                                                          | Greatest Hits I & II - Lansat: 2 November 1994 - Label: Parlophone/EMI (#CDPCSD 161)                             | 37                | 50                | 30                | 18                | 28                | 14                | —                 | —                 | —                 | 2                 | - UK: Aur - US: Platină - FRA: Aur - GER: Aur - NLD: Platină - SWI: Aur                                                    |
| 1995                                                          | Ultimate Queen - Lansat: 13 November 1995 - Label: Parlophone/EMI (#QUEENBOX20)                                  | —                 | —                 | —                 | —                 | —                 | —                 | —                 | —                 | —                 | —                 | — |
| 1998                                                          | The Crown Jewels - Lansat: 24 November 1998 - Label: Parlophone/EMI                                              | —                 | —                 | —                 | —                 | —                 | —                 | —                 | —                 | —                 | —                 | |
| 2000                                                          | The Platinum Collection: Greatest Hits I, II & III - Lansat: 13 November 2000 - Label: Parlophone/EMI (#5298832) | 2                 | 21                | 23                | 13                | 54                | 5                 | 4                 | 41                | 48                | 10                | - UK: 5× Platină - US: 2× Platinum - AUS: Platină - FIN: Aur - FRA: Aur - GER: Aur - NLD: 2× Platină - POL: Aur - SWI: Aur |
| 2008                                                          | The Singles Collection Volume 1 - Lansat: 1 December 2008 - Label: Parlophone/EMI                                | —                 | —                 | —                 | —                 | —                 | —                 | —                 | —                 | —                 | —                 | |
| 2009                                                          | The Singles Collection Volume 2 - Lansat: 15 June 2009 - Label: Parlophone/EMI                                   | —                 | —                 | —                 | —                 | —                 | —                 | —                 | —                 | —                 | —                 | |
| 2010                                                          | The Singles Collection Volume 3 - Lansat: 31 May 2010 - Label: Parlophone/EMI                                    | —                 | —                 | —                 | —                 | —                 | —                 | —                 | —                 | —                 | —                 | |
| 2010                                                          | The Singles Collection Volume 4 - Lansat: 18 October 2010 - Label: Parlophone/EMI                                | —                 | —                 | —                 | —                 | —                 | —                 | —                 | —                 | —                 | —                 | |
| "—" denotes albums that failed to chart or were not released. | |                   |                   |                   |                   |                   |                   |                   |                   |                   |                   | |

^ Before 2011 compilation albums were not listed on the Top 200 Albums Chart in France, but instead on a separate chart for compilation albums only. The French chart positions here for the compilation albums are their peak positions on the French Compilation Albums Chart.

### Extended plays
| An   | Detalii album                                                                                       | Poziții în topuri | Poziții în topuri | Poziții în topuri | Poziții în topuri | Poziții în topuri | Poziții în topuri | Poziții în topuri | Poziții în topuri | Poziții în topuri | Poziții în topuri | Certificări                                               |
| An   | Detalii album                                                                                       | UK                | AUS               | AUT               | FRA               | GER               | IRE               | NL                | SWI               | US                | NZ                | Certificări                                               |
| ---- | --------------------------------------------------------------------------------------------------- | ----------------- | ----------------- | ----------------- | ----------------- | ----------------- | ----------------- | ----------------- | ----------------- | ----------------- | ----------------- | --------------------------------------------------------- |
| 1977 | Queen's First EP - Lansat: 20 May 1977 - Label: EMI                                                 | 17                | —                 | —                 | —                 | —                 | —                 | —                 | —                 | —                 | —                 |                                                           |
| 1993 | Five Live (with George Michael and Lisa Stansfield) - Lansat: 19 April 1993 - Label: Parlophone/EMI | 1                 | 17                | 2                 | 12                | 8                 | 1                 | 2                 | 6                 | 30                | 9                 | - UK: Aur - AUT: Aur - GER: Aur - NLD: Platină - SWI: Aur |

### Alte lansări
- Queen: The eYe (1998)

## Single-uri

### Anii 1970
| An   | Single                                            | Poziții în topuri | Poziții în topuri | Poziții în topuri | Poziții în topuri | Poziții în topuri | Poziții în topuri | Poziții în topuri | Poziții în topuri | Poziții în topuri | Poziții în topuri | Poziții în topuri | Certificări                                    | Album                |
| An   | Single                                            | UK                | AUS               | AUT               | FRA               | GER               | IRE               | NL                | NZ                | SWI               | US                | US CB             | Certificări                                    | Album                |
| ---- | ------------------------------------------------- | ----------------- | ----------------- | ----------------- | ----------------- | ----------------- | ----------------- | ----------------- | ----------------- | ----------------- | ----------------- | ----------------- | ---------------------------------------------- | -------------------- |
| 1973 | "Keep Yourself Alive"                             | —                 | —                 | —                 | —                 | —                 | —                 | —                 | —                 | —                 | —                 | 89                |                                                | Queen                |
| 1974 | "Liar"                                            | —                 | —                 | —                 | —                 | —                 | —                 | —                 | —                 | —                 | —                 | -                 |                                                | Queen                |
| 1974 | "Seven Seas of Rhye"                              | 10                | —                 | —                 | —                 | —                 | —                 | —                 | —                 | —                 | —                 | -                 |                                                | Queen II             |
| 1974 | "Killer Queen"/"Flick of the Wrist"               | 2                 | 24                | 10                | —                 | 12                | 2                 | 3                 | —                 | —                 | 12                | 12                | - UK: Argint                                   | Sheer Heart Attack   |
| 1975 | "Now I'm Here"                                    | 11                | —                 | —                 | —                 | 25                | 14                | 29                | —                 | —                 | —                 | -                 |                                                | Sheer Heart Attack   |
| 1975 | "Lily of the Valley"                              | —                 | —                 | —                 | —                 | —                 | —                 | —                 | —                 | —                 | —                 | -                 |                                                | Sheer Heart Attack   |
| 1975 | "Bohemian Rhapsody"                               | 1                 | 1                 | —                 | —                 | 7                 | 1                 | 1                 | 1                 | 4                 | 9                 | 6                 | - UK: 3× Platină - US: Aur+Aur - ITA: Aur      | A Night at the Opera |
| 1976 | "You're My Best Friend"                           | 7                 | 40                | —                 | —                 | —                 | 3                 | 6                 | —                 | —                 | 16                | 9                 |                                                | A Night at the Opera |
| 1976 | "Somebody to Love"                                | 2                 | 15                | —                 | —                 | 21                | 6                 | 1                 | —                 | —                 | 13                | 9                 |                                                | A Day at the Races   |
| 1977 | "Tie Your Mother Down"                            | 31                | 47                | —                 | —                 | —                 | —                 | 10                | —                 | —                 | 49                | 54                |                                                | A Day at the Races   |
| 1977 | "Good Old-Fashioned Lover Boy (Queen's First EP)" | 17                | —                 | —                 | —                 | —                 | —                 | —                 | —                 | —                 | —                 | -                 |                                                | A Day at the Races   |
| 1977 | "Teo Torriatte (Let Us Cling Together)"           | —                 | —                 | —                 | —                 | —                 | —                 | —                 | —                 | —                 | —                 | -                 |                                                | A Day at the Races   |
| 1977 | "Long Away"                                       | —                 | —                 | —                 | —                 | —                 | —                 | —                 | —                 | —                 | —                 | -                 |                                                | A Day at the Races   |
| 1977 | "We Are the Champions" / "We Will Rock You"       | 2                 | 8                 | 12                | 1                 | 13                | 3                 | 2                 | 8                 | —                 | 4                 | 3                 | - UK: Aur - US: Platină - FRA: Silver+Aur      | News of the World    |
| 1978 | "Spread Your Wings"                               | 34                | —                 | —                 | —                 | 29                | —                 | 26                | —                 | —                 | —                 | -                 |                                                | News of the World    |
| 1978 | "It's Late"                                       | —                 | —                 | —                 | —                 | —                 | —                 | —                 | —                 | —                 | 74                | 66                |                                                | News of the World    |
| 1978 | "Bicycle Race" / "Fat Bottomed Girls"             | 11                | 25                | 21                | —                 | 27                | 10                | 5                 | 20                | —                 | 24                | 18                | - UK: Argint                                   | Jazz                 |
| 1979 | "Don't Stop Me Now"                               | 9                 | —                 | —                 | 148               | 35                | 10                | 16                | —                 | —                 | 86                | 77                | - UK: Aur - ITA: Aur                           | Jazz                 |
| 1979 | "Jealousy"                                        | —                 | —                 | —                 | —                 | —                 | —                 | —                 | —                 | —                 | —                 | -                 |                                                | Jazz                 |
| 1979 | "Mustapha"                                        | —                 | —                 | —                 | —                 | —                 | —                 | —                 | —                 | —                 | —                 | -                 |                                                | Jazz                 |
| 1979 | "Love of My Life (Live)"                          | 63                | —                 | —                 | —                 | —                 | —                 | —                 | —                 | —                 | —                 | -                 |                                                | Live Killers         |
| 1979 | "We Will Rock You (Live)"                         | —                 | —                 | —                 | —                 | —                 | —                 | —                 | —                 | —                 | —                 | -                 |                                                | Live Killers         |
| 1979 | "Crazy Little Thing Called Love"                  | 2                 | 1                 | 9                 | —                 | 13                | 2                 | 1                 | 2                 | 5                 | 1                 | 1                 | - UK: Aur - US: Aur - AUS: Platinum - NLD: Aur | The Game             |

### Anii 1980
| An   | Single                                     | Poziții în topuri | Poziții în topuri | Poziții în topuri | Poziții în topuri | Poziții în topuri | Poziții în topuri | Poziții în topuri | Poziții în topuri | Poziții în topuri | Poziții în topuri | Poziții în topuri | Certificări       | Album            |
| An   | Single                                     | UK                | AUS               | AUT               | FRA               | GER               | IRE               | NL                | NZ                | SWI               | US                | US CB             | Certificări       | Album            |
| ---- | ------------------------------------------ | ----------------- | ----------------- | ----------------- | ----------------- | ----------------- | ----------------- | ----------------- | ----------------- | ----------------- | ----------------- | ----------------- | ----------------- | ---------------- |
| 1980 | "Save Me"                                  | 11                | 76                | —                 | 10                | 42                | 8                 | 6                 | —                 | —                 | —                 | -                 |                   | The Game         |
| 1980 | "Play the Game"                            | 14                | 85                | —                 | —                 | 40                | 9                 | 10                | —                 | 8                 | 42                | 38                |                   | The Game         |
| 1980 | "Another One Bites the Dust"               | 7                 | 5                 | 6                 | —                 | 6                 | 4                 | 11                | 2                 | 8                 | 1                 | 1                 | - US: Platină+Aur | The Game         |
| 1980 | "Need Your Loving Tonight"                 | —                 | —                 | —                 | —                 | —                 | —                 | —                 | —                 | —                 | 44                | 66                |                   | The Game         |
| 1980 | "Flash"                                    | 10                | 16                | 1                 | 5                 | 3                 | 10                | 13                | 32                | —                 | 42                | 39                | - UK: Argint      | Flash Gordon OST |
| 1981 | "Under Pressure" (with David Bowie)        | 1                 | 6                 | 10                | 5                 | 21                | 2                 | 1                 | 6                 | 10                | 29                | 22                | - UK: Argint      | Hot Space        |
| 1982 | "Body Language"                            | 25                | 23                | 11                | —                 | 27                | 13                | 4                 | 19                | —                 | 11                | 11                |                   | Hot Space        |
| 1982 | "Las Palabras de Amor (The Words of Love)" | 17                | —                 | —                 | —                 | 68                | 10                | 18                | —                 | 13                | —                 | -                 |                   | Hot Space        |
| 1982 | "Calling All Girls"                        | —                 | —                 | —                 | —                 | —                 | —                 | —                 | —                 | —                 | 60                | 61                |                   | Hot Space        |
| 1982 | "Staying Power"                            | —                 | —                 | —                 | —                 | —                 | —                 | —                 | —                 | —                 | —                 | -                 |                   | Hot Space        |
| 1982 | "Back Chat"                                | 40                | —                 | —                 | 3                 | 69                | 19                | —                 | —                 | —                 | —                 | -                 |                   | Hot Space        |
| 1984 | "Radio Ga Ga"                              | 2                 | 2                 | 2                 | 1                 | 2                 | 1                 | 2                 | 4                 | 3                 | 16                | 14                | - UK: Argint      | The Works        |
| 1984 | "I Want to Break Free"                     | 3                 | 8                 | 1                 | 9                 | 4                 | 2                 | 1                 | 6                 | 2                 | 45                | 53                | - UK: Argint      | The Works        |
| 1984 | "It's a Hard Life"                         | 6                 | 65                | —                 | —                 | 26                | 2                 | 20                | 30                | —                 | 72                | 79                |                   | The Works        |
| 1984 | "Hammer to Fall"                           | 13                | 69                | —                 | —                 | —                 | 10                | —                 | —                 | —                 | —                 | -                 |                   | The Works        |
| 1984 | "Thank God It's Christmas"                 | 21                | —                 | 21                | —                 | 57                | 8                 | 31                | —                 | —                 | —                 | -                 |                   | non-album single |
| 1985 | "One Vision"                               | 7                 | 35                | —                 | 76                | 26                | 5                 | 21                | —                 | 24                | 61                | 52                |                   | A Kind of Magic  |
| 1986 | "A Kind of Magic"                          | 3                 | 25                | 12                | 5                 | 6                 | 4                 | 5                 | 23                | 4                 | 42                | 42                | - BRA: Platină    | A Kind of Magic  |
| 1986 | "Princes of the Universe"                  | —                 | 32                | —                 | —                 | —                 | —                 | —                 | —                 | —                 | —                 | -                 |                   | A Kind of Magic  |
| 1986 | "Friends Will Be Friends"                  | 14                | —                 | —                 | —                 | 20                | 4                 | 16                | 50                | 19                | —                 | -                 |                   | A Kind of Magic  |
| 1986 | "Pain Is So Close to Pleasure"             | —                 | —                 | —                 | —                 | 56                | —                 | 43                | —                 | —                 | —                 | -                 |                   | A Kind of Magic  |
| 1986 | "Who Wants to Live Forever"                | 24                | —                 | —                 | 5                 | 52                | 15                | 6                 | —                 | —                 | —                 | -                 |                   | A Kind of Magic  |
| 1986 | "One Year of Love"                         | —                 | —                 | —                 | 56                | —                 | —                 | —                 | —                 | —                 | —                 | -                 |                   | A Kind of Magic  |
| 1989 | "I Want It All"                            | 3                 | 10                | 11                | —                 | 9                 | 3                 | 2                 | 3                 | 8                 | 50                | 48                | - UK: Argint      | The Miracle      |
| 1989 | "Breakthru"                                | 7                 | 45                | —                 | —                 | 24                | 6                 | 6                 | 45                | 28                | —                 | -                 |                   | The Miracle      |
| 1989 | "The Invisible Man"                        | 12                | —                 | —                 | 1                 | 31                | 10                | 6                 | 15                | 30                | —                 | -                 |                   | The Miracle      |
| 1989 | "Scandal"                                  | 25                | —                 | —                 | —                 | —                 | 14                | 12                | —                 | —                 | —                 | -                 |                   | The Miracle      |
| 1989 | "The Miracle"                              | 21                | —                 | —                 | —                 | 78                | 23                | 16                | —                 | —                 | —                 | -                 |                   | The Miracle      |

### Anii 1990
| An   | Single                                                              | Poziții în topuri | Poziții în topuri | Poziții în topuri | Poziții în topuri | Poziții în topuri | Poziții în topuri | Poziții în topuri | Poziții în topuri | Poziții în topuri | Poziții în topuri | Certificări                | Album                           |
| An   | Single                                                              | UK                | AUS               | AUT               | FRA               | GER               | IRE               | NL                | NZ                | SWI               | US                | Certificări                | Album                           |
| ---- | ------------------------------------------------------------------- | ----------------- | ----------------- | ----------------- | ----------------- | ----------------- | ----------------- | ----------------- | ----------------- | ----------------- | ----------------- | -------------------------- | ------------------------------- |
| 1991 | "Innuendo"                                                          | 1                 | 28                | 12                | —                 | 5                 | 4                 | 4                 | 10                | 3                 | —                 | - UK: Argint               | Innuendo                        |
| 1991 | "I'm Going Slightly Mad"                                            | 22                | —                 | —                 | —                 | 42                | 19                | 20                | —                 | —                 | —                 |                            | Innuendo                        |
| 1991 | "Headlong"                                                          | 14                | —                 | —                 | —                 | —                 | 25                | 43                | —                 | —                 | —                 |                            | Innuendo                        |
| 1991 | "The Show Must Go On"                                               | 16                | 75                | —                 | 2                 | 7                 | 17                | 6                 | 20                | 11                | -                 | - US: Aur - FRA: Aur       | Innuendo                        |
| 1991 | "Bohemian Rhapsody" / "These Are the Days of Our Lives"             | 1                 | 5                 | 8                 | 15                | 16                | 1                 | 1                 | 16                | 8                 | 2                 | - UK: Platină              | A Night at the Opera / Innuendo |
| 1992 | "Who Wants to Live Forever" / "Friends Will Be Friends"             | —                 | —                 | —                 | —                 | —                 | —                 | 6                 | —                 | 36                | —                 |                            | Greatest Hits II                |
| 1992 | "We Will Rock You" (live) / "We Are the Champions" (live)           | —                 | —                 | —                 | —                 | —                 | —                 | 9                 | —                 | —                 | —                 |                            | Live At Wembley '86             |
| 1992 | "We Are the Champions" / "We Will Rock You" (re-release)            | —                 | 81                | —                 | 14                | —                 | —                 | —                 | —                 | —                 | 52                |                            | Greatest Hits                   |
| 1995 | "Heaven for Everyone"                                               | 2                 | 15                | 4                 | 8                 | 15                | 7                 | 2                 | 25                | 9                 | —                 | - UK: Argint - FRA: Argint | Made in Heaven                  |
| 1995 | "A Winter's Tale"                                                   | 6                 | 71                | 23                | —                 | 62                | 23                | 16                | —                 | 28                | —                 |                            | Made in Heaven                  |
| 1996 | "I Was Born to Love You"                                            | —                 | —                 | —                 | —                 | —                 | —                 | —                 | —                 | —                 | —                 |                            | Made in Heaven                  |
| 1996 | "Too Much Love Will Kill You"                                       | 15                | —                 | —                 | —                 | —                 | 28                | —                 | —                 | —                 | —                 |                            | Made in Heaven                  |
| 1996 | "Let Me Live"                                                       | 9                 | —                 | —                 | —                 | 67                | —                 | 28                | —                 | —                 | —                 |                            | Made in Heaven                  |
| 1996 | "You Don't Fool Me"                                                 | 17                | —                 | 23                | 14                | 26                | 23                | 22                | —                 | 27                | —                 |                            | Made in Heaven                  |
| 1997 | "No-One but You (Only the Good Die Young)" / "Tie Your Mother Down" | 13                | —                 | —                 | —                 | 75                | —                 | 33                | —                 | —                 | —                 |                            | Queen Rocks                     |
| 1998 | "We Are the Champions" (re-release)                                 | —                 | —                 | —                 | 10                | —                 | —                 | —                 | —                 | —                 | —                 |                            | Greatest Hits                   |
| 1999 | "Under Pressure (Rah Mix)" (with David Bowie)                       | 5                 | —                 | —                 | —                 | —                 | —                 | 21                | —                 | —                 | —                 |                            | Greatest Hits III               |

### Anii 2000
| An   | Single                                                         | Poziții în topuri | Poziții în topuri | Poziții în topuri | Poziții în topuri | Poziții în topuri | Poziții în topuri | Poziții în topuri | Poziții în topuri | Poziții în topuri | Poziții în topuri | Certificări | Album                                              |
| An   | Single                                                         | UK                | AUS               | AUT               | FRA               | GER               | IRE               | NL                | NZ                | SWI               | US                | Certificări | Album                                              |
| ---- | -------------------------------------------------------------- | ----------------- | ----------------- | ----------------- | ----------------- | ----------------- | ----------------- | ----------------- | ----------------- | ----------------- | ----------------- | ----------- | -------------------------------------------------- |
| 2000 | "Princes of the Universe" (re-release)                         | —                 | —                 | —                 | —                 | —                 | —                 | 45                | —                 | —                 | —                 |             | Greatest Hits III                                  |
| 2003 | "We Will Rock You" (re-release)                                | —                 | —                 | —                 | 10                | 69                | —                 | —                 | —                 | 49                | —                 |             | The Platinum Collection: Greatest Hits I, II & III |
| 2003 | "Another One Bites the Dust" / "We Will Rock You" (re-release) | —                 | —                 | —                 | 48                | —                 | —                 | —                 | —                 | —                 | —                 |             | The Platinum Collection: Greatest Hits I, II & III |

### Anii 2010
| Year | Single | Poziții în topuri | Poziții în topuri | Poziții în topuri | Poziții în topuri | Poziții în topuri | Poziții în topuri | Poziții în topuri | Poziții în topuri | Poziții în topuri | Poziții în topuri | Certificări | Album            |
| Year | Single | UK                | AUS               | AUT               | FRA               | GER               | IRE               | NL                | NZ                | SWI               | US                | Certificări | Album            |
| ---- | --- | ----------------- | ----------------- | ----------------- | ----------------- | ----------------- | ----------------- | ----------------- | ----------------- | ----------------- | ----------------- | ----------- | ---------------- |
| 2011 | "Keep Yourself Alive (Long-Lost Retake)"/"Stone Cold Crazy (Remastered)" (The two-song set is called "Stormtroopers in Stilettos", a reference to the song "She Makes Me (Stormtrooper in Stilettos)" from Sheer Heart Attack) | —                 | —                 | —                 | —                 | —                 | —                 | —                 | —                 | —                 | —                 |             | Non-album single |

## Single-uri promoționale
| 1991                                                                            | "I Can't Live With You" | — | 28 | Innuendo |
| 1991                                                                            | "Delilah"               | — | —  | Innuendo |
| 1991                                                                            | "Ride the Wild Wind"    | 1 | —  | Innuendo |
| "—" denotes releases that did not chart or were not released in that territory. |                         |   |    |          |

### As featured artist
| An   | Single                                                               | Poziții în topuri | Poziții în topuri | Poziții în topuri | Poziții în topuri | Poziții în topuri | Poziții în topuri | Poziții în topuri | Poziții în topuri | Poziții în topuri | Poziții în topuri | Album             |
| An   | Single                                                               | UK                | AUS               | AUT               | FRA               | GER               | IRE               | NL                | NZ                | SWI               | US                | Album             |
| ---- | -------------------------------------------------------------------- | ----------------- | ----------------- | ----------------- | ----------------- | ----------------- | ----------------- | ----------------- | ----------------- | ----------------- | ----------------- | ----------------- |
| 1993 | "Somebody to Love (Live)" (Queen + George Michael)                   | 1                 | 19                | 15                | 16                | 21                | 1                 | 6                 | 8                 | —                 | 30                | Five Live         |
| 1998 | "Another One Bites the Dust" (Queen + Wyclef Jean ft. Pras and Free) | 5                 | —                 | 23                | 62                | 46                | 11                | 21                | 9                 | 35                | —                 | Greatest Hits III |
| 2000 | "We Will Rock You" (5ive + Queen)                                    | 1                 | 3                 | 2                 | —                 | 8                 | 6                 | 15                | 29                | 18                | —                 | Invincible        |
| 2003 | "Flash" (Queen + Vanguard)                                           | 15                | 95                | 44                | —                 | 17                | —                 | —                 | —                 | —                 | —                 |                   |
| 2005 | "Reaching Out" / "Tie Your Mother Down" (Queen + Paul Rodgers)       | —                 | —                 | —                 | —                 | —                 | —                 | 27                | —                 | —                 | —                 |                   |
| 2006 | "Another One Bites the Dust" (Queen vs. The Miami Project)           | 31                | —                 | —                 | —                 | 88                | —                 | 49                | —                 | —                 | —                 |                   |
| 2007 | "Say It's Not True" (Queen + Paul Rodgers)                           | 90                | —                 | —                 | 75                | 82                | —                 | 62                | —                 | —                 | —                 | The Cosmos Rock   |
| 2008 | "C-lebrity" (Queen + Paul Rodgers)                                   | 33                | —                 | —                 | 96                | 67                | —                 | 50                | —                 | —                 | —                 | The Cosmos Rock   |
| 2008 | "We Believe" (Queen + Paul Rodgers)                                  | —                 | —                 | —                 | —                 | —                 | —                 | —                 | —                 | —                 | —                 | The Cosmos Rock   |
| 2009 | "Bohemian Rhapsody" (Queen + The Muppets)                            | 32                | —                 | —                 | —                 | —                 | —                 | —                 | —                 | —                 | —                 |                   |
| 2012 | "We Will Rock You Von Lichten" (Queen + Von Lichten)                 | —                 | —                 | —                 | —                 | —                 | —                 | —                 | —                 | —                 | —                 |                   |

## Clipuri video
- Keep Yourself Alive (1973)
- Liar (1974)
- Killer Queen (1974)
- Now I'm Here (1974)
- Bohemian Rhapsody (1975)
- You're My Best Friend (1976)
- Somebody to Love (1976)
- Tie Your Mother Down (1977)
- Good Old-Fashioned Lover Boy (1977)
- We Will Rock You (1977)
- We Are the Champions (1977)
- Spread Your Wings (1978)
- Bicycle Race (1978)
- Fat Bottomed Girls (1978)
- Don't Stop Me Now (1979)
- Love of My Life (Live) (1979)
- We Will Rock You (Fast live version) (1979)
- Crazy Little Thing Called Love (1979)
- Save Me (1980)
- Play the Game (1980)
- Another One Bites the Dust (1980)
- Flash (1980)
- Under Pressure (1981)
- Body Language (1982)
- Las Palabras de Amor (The Words of Love) (1982)
- Calling All Girls (1982)
- Staying Power (Live) (1982)
- Back Chat (1982)
- Radio Ga Ga (1984)
- I Want to Break Free (1984)
- It's a Hard Life (1984)
- Hammer to Fall (1984)
- One Vision (1985)
- One Vision (Extended version) (1985)
- A Kind of Magic (1986)
- Princes of the Universe (1986)
- Friends Will Be Friends (1986)
- Who Wants to Live Forever (1986)
- I Want It All (1989)
- Breakthru (1989)
- The Invisible Man (1989)
- Scandal (1989)
- The Miracle (1989)
- Innuendo (1991)
- I'm Going Slightly Mad (1991)
- Headlong (1991)
- The Show Must Go On (1991)
- These Are the Days of Our Lives (1991)
- Somebody to Love (Live) (Queen + George Michael) (1992)
- Heaven for Everyone (1995)
- A Winter's Tale (1995)
- I Was Born to Love You (1996)
- Too Much Love Will Kill You (1996)
- Let Me Live (1996)
- You Don't Fool Me (1996)
- Mother Love (1996)
- My Life Has Been Saved (1996)
- The Show Must Go On (Live) (Queen + Elton John) (1997)
- No-One but You (Only the Good Die Young) (1997)
- Another One Bites the Dust (Small Soldiers remix) (1998)
- Under Pressure (Rah mix) (1999)